# Guaraciaba (kommun i Brasilien, Santa Catarina)
Guaraciaba är en kommun i Brasilien.   Den ligger i delstaten Santa Catarina, i den södra delen av landet, 1 300 km sydväst om huvudstaden Brasília. Antalet invånare är 10 498.
Omgivningarna runt Guaraciaba är en mosaik av jordbruksmark och naturlig växtlighet. Runt Guaraciaba är det ganska tätbefolkat, med 78 invånare per kvadratkilometer.